# Maison située 7 rue Momčila Popovića à Aleksinac
La maison située 7 rue Momčila Popovića à Aleksinac (en serbe cyrillique : Грађанска кућа у Ул. Момчила Поповића 7 у Алексинцу ; en serbe latin : Građanska kuća u Ul. Momčila Popovića 7 u Aleksincu) se trouve à Aleksinac et dans le district de Nišava, en Serbie. Elle est inscrite sur la liste des monuments culturels protégés de la république de Serbie (identifiant no SK 851),.